# Kristian Jørgensen
Kristian Jørgensen (født 1967 i Hillerød, død 2025) var en dansk jazzviolinist, organist og pianist. Han begyndte at spille violin da han var 8 og modtog i 1983 jazzprisen Sørens Penge som 15 årig. Han medvirkede samme år på pianisten Duke Jordans
plade, Jealousy med Jesper Lundgaard og Ed Thigpen. Han fra da centralt placeret på den danske jazzscene. I 1991 afgangseksamen fra Rytmisk Musikkonservatorium, hvor han fra tid til anden fungerede som lærer.
Kristian Jørgensen, som fulgte op på arven efter Svend Asmussen, var leder af egen kvartet, “Kristian Jørgensen Kvartet”, som udover ham selv bestod af bl.a. Olivier Antunes, piano og Thomas Fonnesbæk, bas.
Kristian Jørgensen udgav flere CDer i eget navn med bl.a. guitaristen Jacob Fischer og pianisten Monty Alexander.
Kristian var medlem af Tango Orkestret og sigøjnermusikgruppen Donau Swing. Han spillede i trio med guitaristen Paul Banks og harmonikaspilleren Thor Backhausen.
Kristian Jørgensen førte med sin varme tone, det levende og tænksomme violinspil, den stolte danske jazzviolintradition videre. Hans musikalske alsidighed gjorde ham efterspurgt i andre genrer end jazzen. Lige som han også var efterspurgt som underviser/inspirator indenfor feltet “rytmisk violin”. Fra 2017 til sin død var Kristian Jørgensen organist i Ågerup Kirke udenfor Roskilde. 
Kristian Jørgensen har modtaget JASA-prisen (jazzanmeldernes pris) 1998 og Ben Webster Prisen 1993